# Moravče község
Moravče község (szlovén nyelven Občina Moravče) Szlovénia 212 alapfokú közigazgatási egységének, azaz községének egyike a Közép-Szlovénia statisztikai régióban. Adminisztratív központja Moravče város. A község a történelmi Felső-Krajna régió része. Moravče 1994-ben vált községgé.

## A községhez tartozó települések
A községhez Moravče székhelyen kívül a következő települések tartoznak:
- Češnjice pri Moravčah
- Dešen
- Dole pod Sveto Trojico
- Dole pri Krašcah
- Drtija
- Dvorje
- Gabrje pod Limbarsko Goro
- Gora pri Pečah
- Gorica
- Goričica pri Moravčah
- Hrastnik
- Hrib nad Ribčami
- Imenje
- Katarija
- Krašce
- Križate
- Limbarska Gora
- Mošenik
- Negastrn
- Peče
- Ples
- Podgorica pri Pečah
- Podstran
- Pogled
- Pretrž
- Prikrnica
- Rudnik pri Moravčah
- Selce pri Moravčah
- Selo pri Moravčah
- Serjuče
- Soteska pri Moravčah
- Spodnja Dobrava
- Spodnja Javoršica
- Spodnji Prekar
- Spodnji Tuštanj
- Stegne
- Straža pri Moravčah
- Sveti Andrej
- Velika Vas
- Vinje pri Moravčah
- Vrhpolje pri Moravčah
- Zalog pri Kresnicah
- Zalog pri Moravčah
- Zgornja Dobrava
- Zgornja Javoršica
- Zgornje Koseze
- Zgornji Prekar
- Zgornji Tuštanj

## Népesség
| Lakosok száma | 4830 | 4866 | 5093 | 5104 | 5151 | 5250 | 5250 | 5332 | 5435 | 5479 |
|               | 2008 | 2009 | 2011 | 2012 | 2013 | 2015 | 2016 | 2017 | 2019 | 2020 |